# Cimetière catholique de Grodno
Le vieux cimetière catholique paroissial de Grodno (en polonais: Cmentarz farny w Grodnie; en biélorusse: Могілкі старыя каталіцкія, фарныя; en russe: Старое католическое фарное кладбище) est un cimetière de Grodno en Biélorussie ouvert en 1792 pour la communauté catholique de la ville, surtout polonaise.

## Histoire
L'aménagement de ce cimetière ex urbem faisait partie du plan de transformations urbaines qui a commencé en Pologne sous le règne du roi Stanislas Auguste Poniatowski. En effet par décision de la Commission de police des Deux Nations en 1791, les cimetières de tous les grands centres urbains du pays devaient être déplacés à l'extérieur des villes. Le fondateur de cette nécropole située alors aux confins orientaux de la ville est le curé de la paroisse de Grodno, le chanoine Józef Muczyński (mort le 4 février 1793), chanoine de Smolensk, docteur en théologie, recteur des facultés. La ville est intégrée à l'Empire russe en 1795. L'évêque Jan Kossakowski écrit après sa visite en 1805: « Le même jour, le 24 août, j'ai visité le cimetière paroissial, récemment établi et spacieux, et déjà couvert de tombes, dont le pierre tombale de Mademoiselle Tokarzewska, qui, par désespoir à 22 ans, s'est suicidée de sa propre main, cela nous rappelle la fin terrible d'une passion violente. »
Il y a des sépultures dont les monuments ont été sculptés par des ateliers locaux comme ceux de Józef Grzegorz Zaborowski, W. Bobrowski, du sculpteur Bolesław Szyszkiewicz, auteur de plusieurs monuments remarquables de ce cimetière, de Wasyl Kaczan, Ignacy Fabian Siliniewicz et Lewandowicz. On remarque les tombes de soldats polonais morts en 1919-1920 pendant la Guerre soviéto-polonaise (dans la partie gauche du cimetière depuis l'entrée principale, à côté du mur côté rue) et le carré des soldats polonais morts en défense de Grodno en 1939 dont le collégien de 13 ans, Tadeusz Jasiński.
Le cimetière a été ouvert aux nouvelles inhumations jusqu'en 1973. Aujourd'hui seules les familles ayant des concessions peuvent y inhumer leurs membres. En 2006, plusieurs dizaines de pierres tombales ont été dévastées.
Devant l'entrée se trouve une chapelle construite par Karl Bagemühl en 1822 et dédiée au Saint Sauveur, avec un clocher construit en 1907 et deux plaques polonaises de 1983: l'une dédiée à la mémoire des défenseurs polonais de la ville morts pendant le siège de Grodno du 20 au 22 septembre 1939 par l'Armée rouge, et l'autre dédiée aux victimes du stalinisme. Le cimetière a été inscrit au patrimoine historique d'importance régionale en 1986.
Il y a un cimetière orthodoxe à proximité de ce cimetière.

## Personnalités inhumées

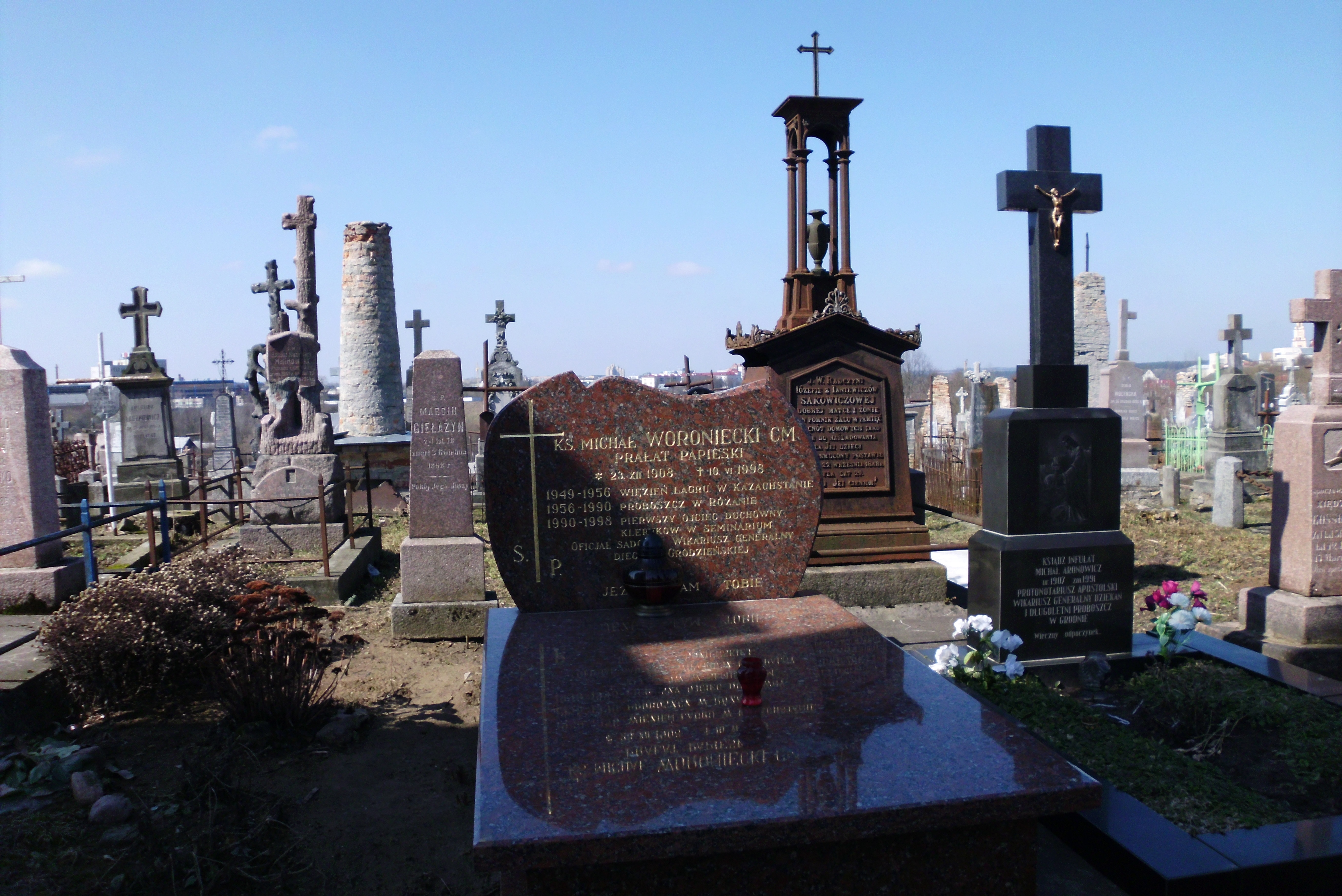
Vue du cimetière.

- Franz (Franciszek) Borkowski (1803-1871), général de l'armée impériale russe
- Membres de la famille des barons Dangl de Skłót
- Edward Listowski (1861-1922), premier maire de Grodno
- Eliza Orzeszkowa (1841-1910), romancière polonaise, et son second époux Stanisław Nahorski (1826-1896), avocat,
- Adam Mokrzecki (1856-1921), général de l'armée polonaise et son fils,
- Giuseppe de Sacco (1735-1798), important architecte italien, actif dans la région,
- Bolesław Szyszkiewicz (1864-1893), sculpteur polonais, auteur de plusieurs monuments de ce cimetière,
- Wilhelmina Zyndram-Kościałkowska (1844-1926), femme de lettres polonaise[2].

## Photographies

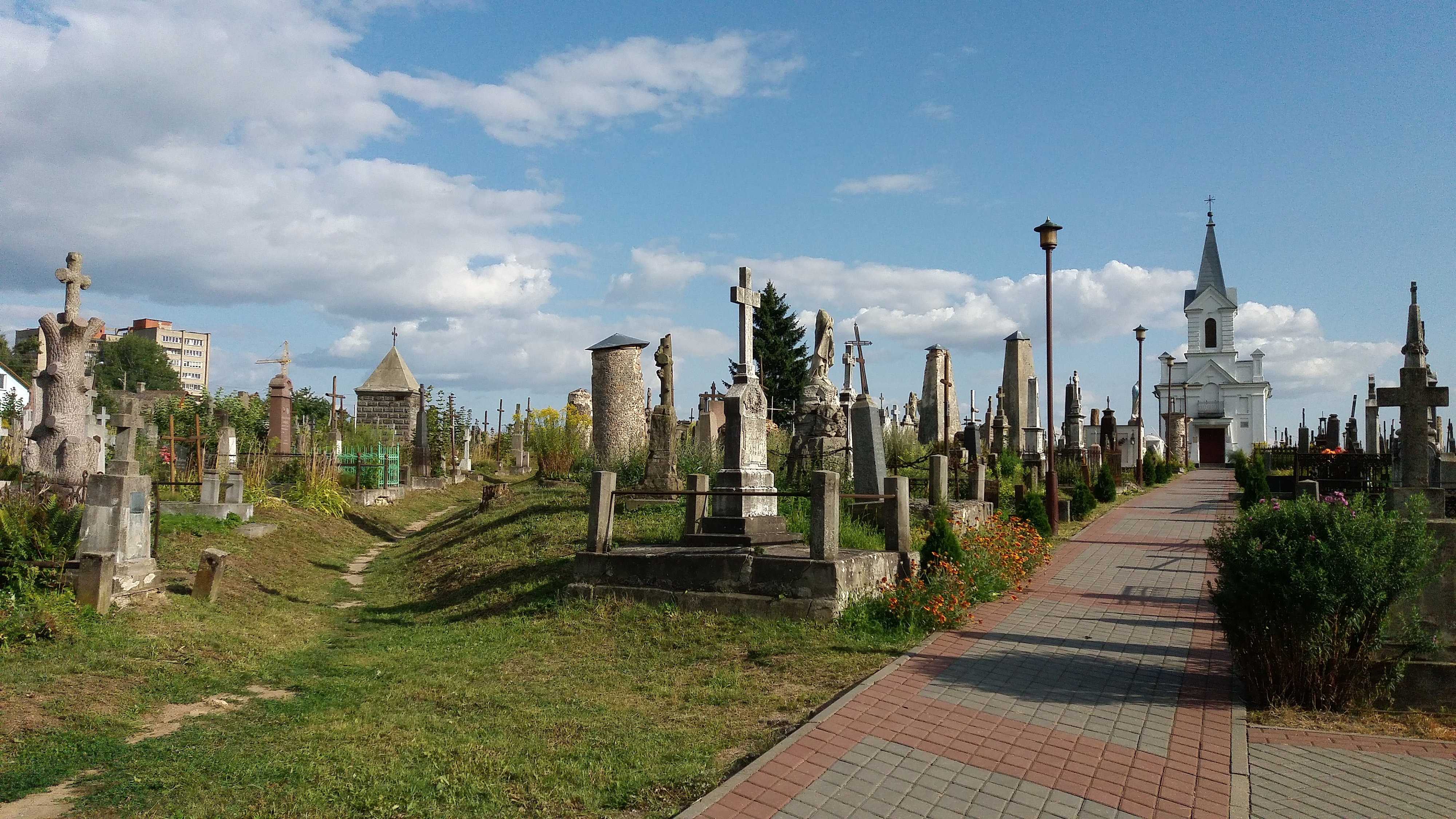
Vue de l'allée principale avec la chapelle catholique
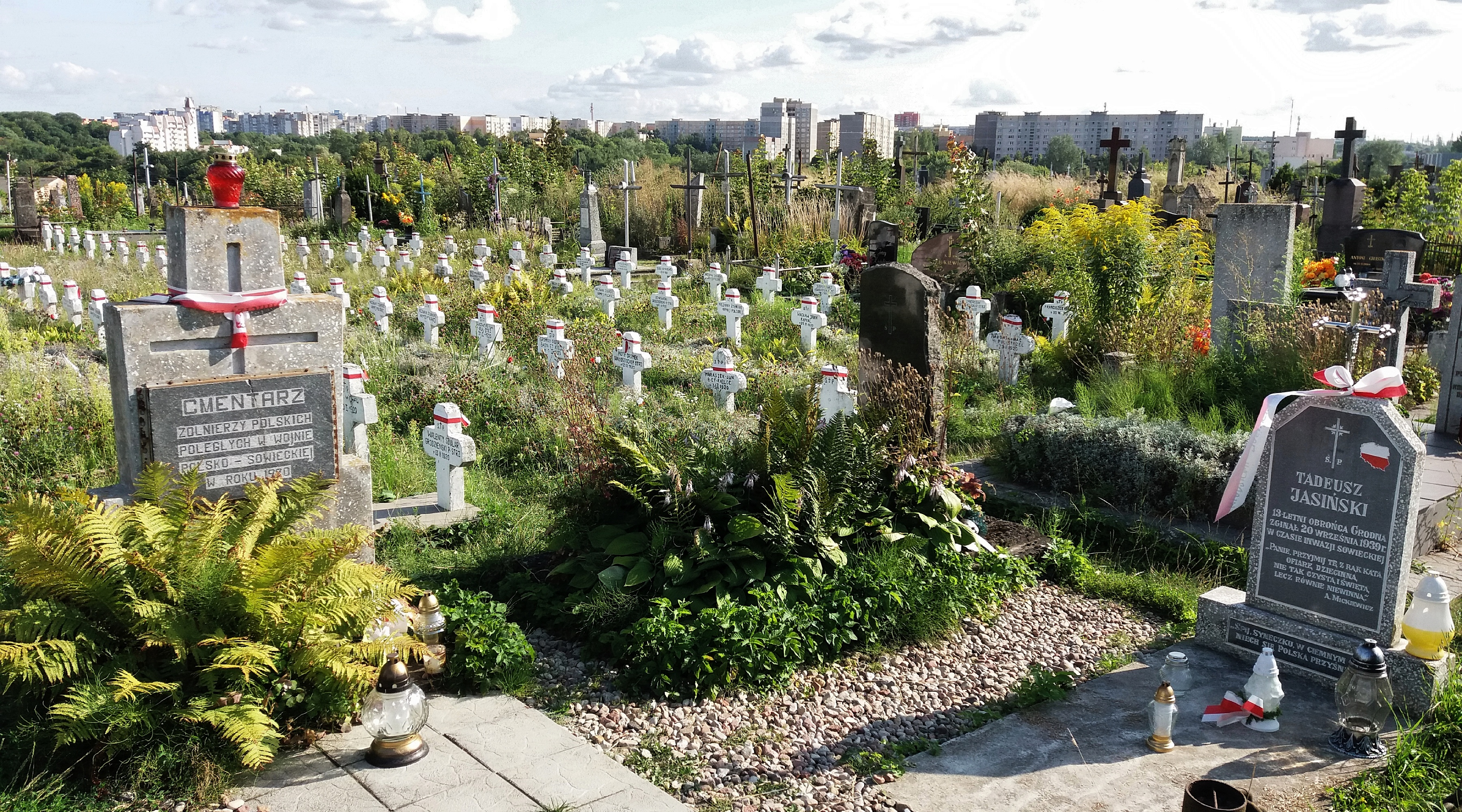
Carré des défenseurs polonais de Grodno.
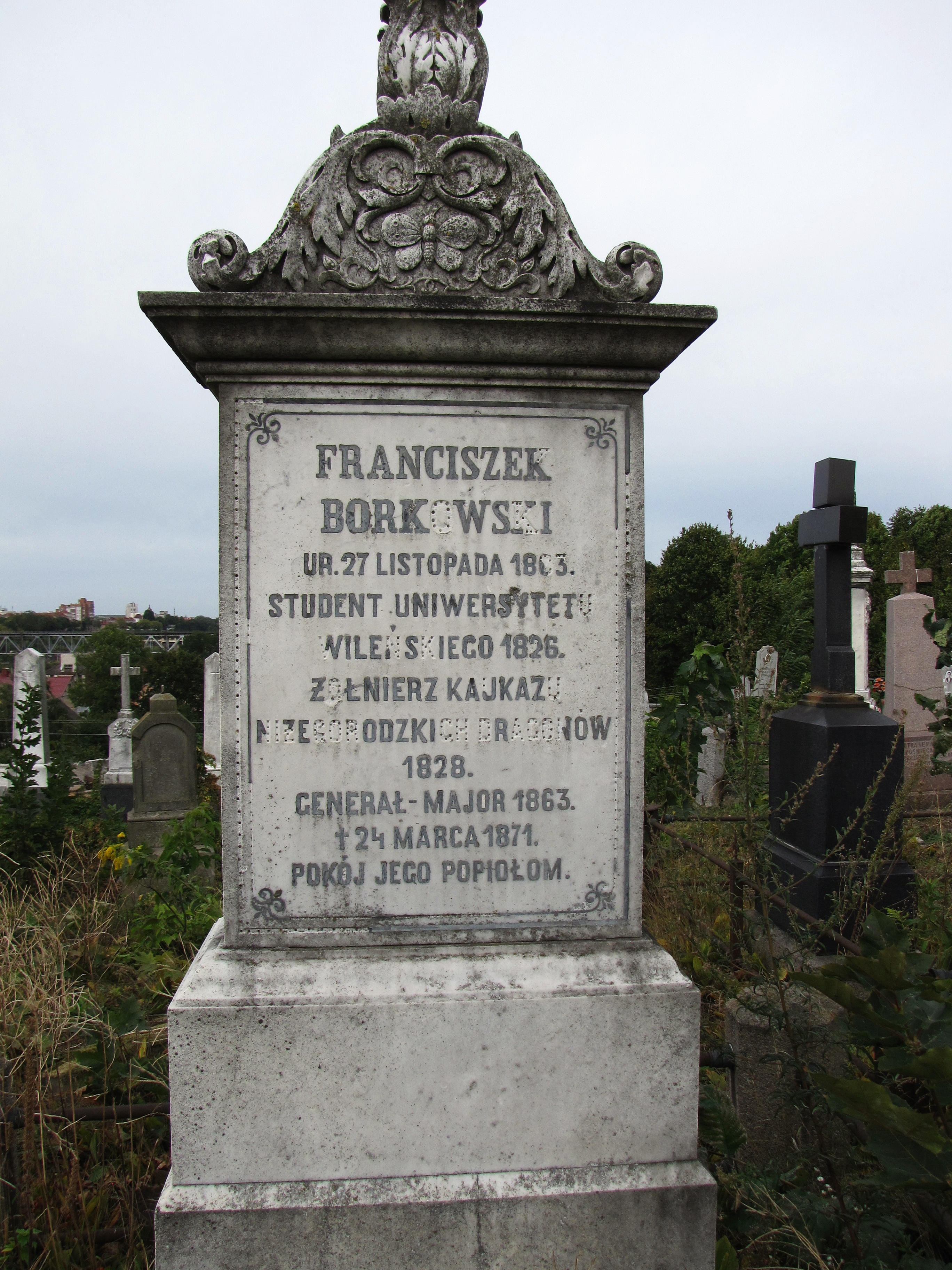
Sépulture du général Borkowski.
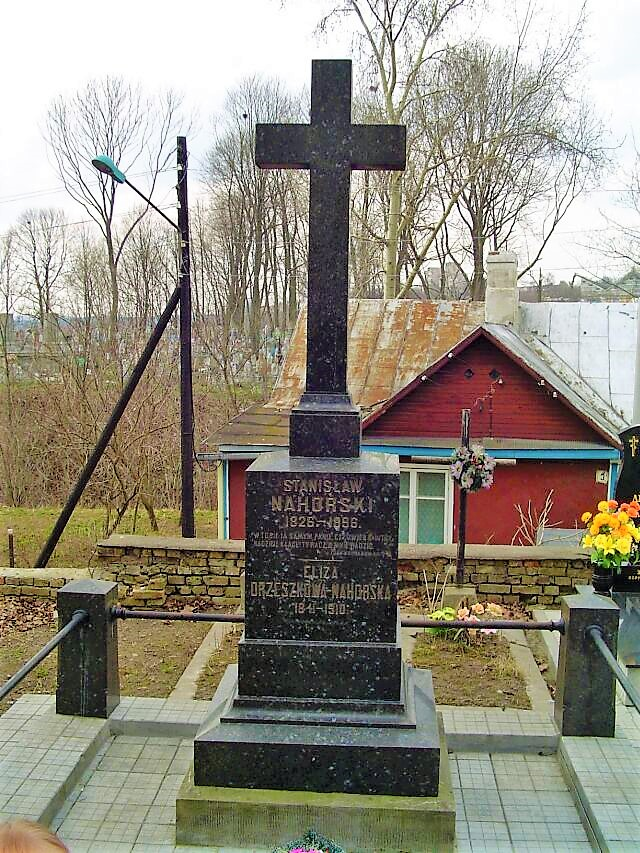
Sépulture d'Eliza Orzeszkowa et Stanisław Nahorski.
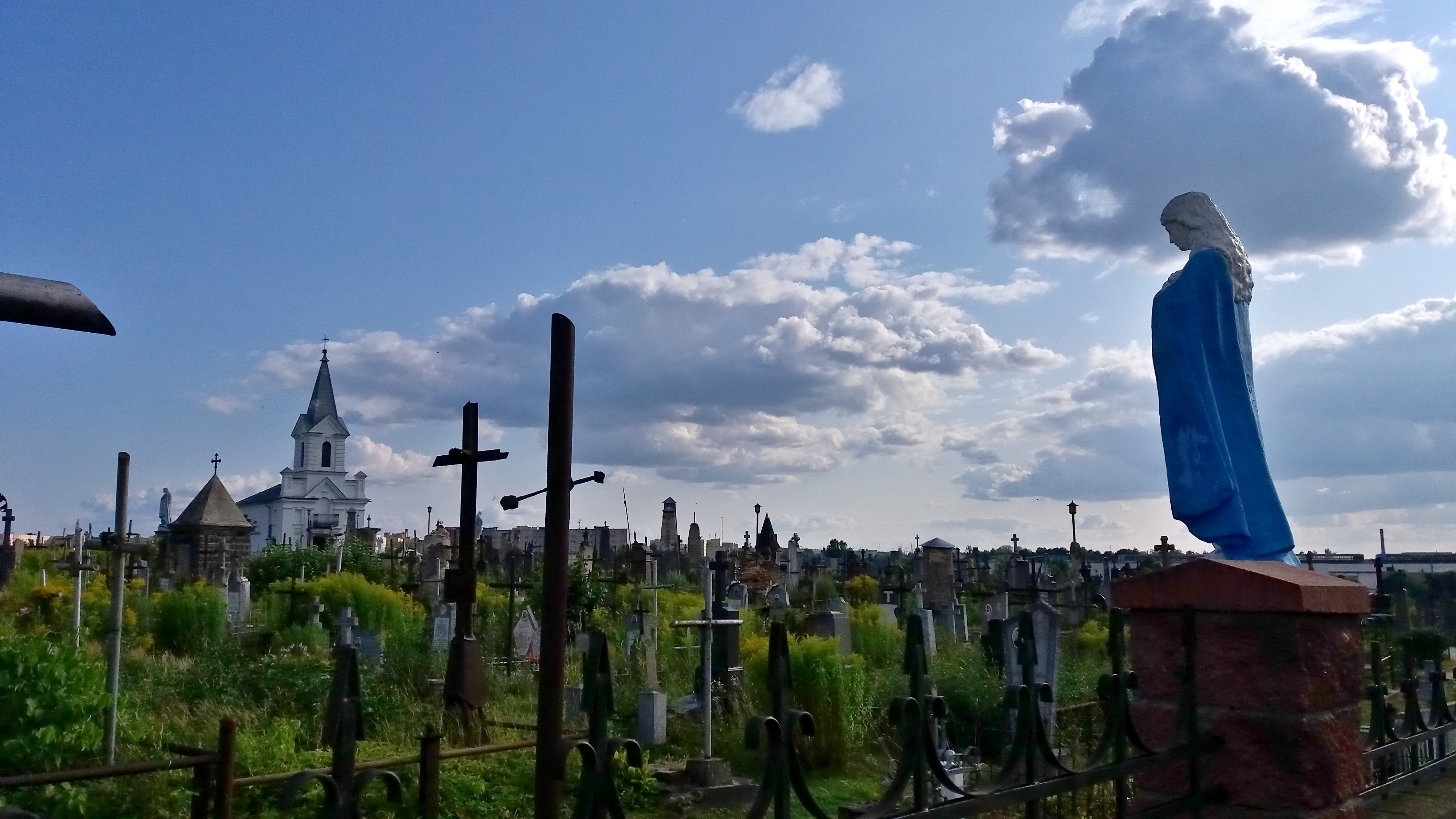
Vue du cimetière depuis l'entrée.